# Ormosia nyctopoda
Ormosia nyctopoda är en tvåvingeart som beskrevs av Alexander 1965. Ormosia nyctopoda ingår i släktet Ormosia och familjen småharkrankar.
Artens utbredningsområde är Pakistan. Inga underarter finns listade i Catalogue of Life.